# Litauisches Luftfahrtmuseum

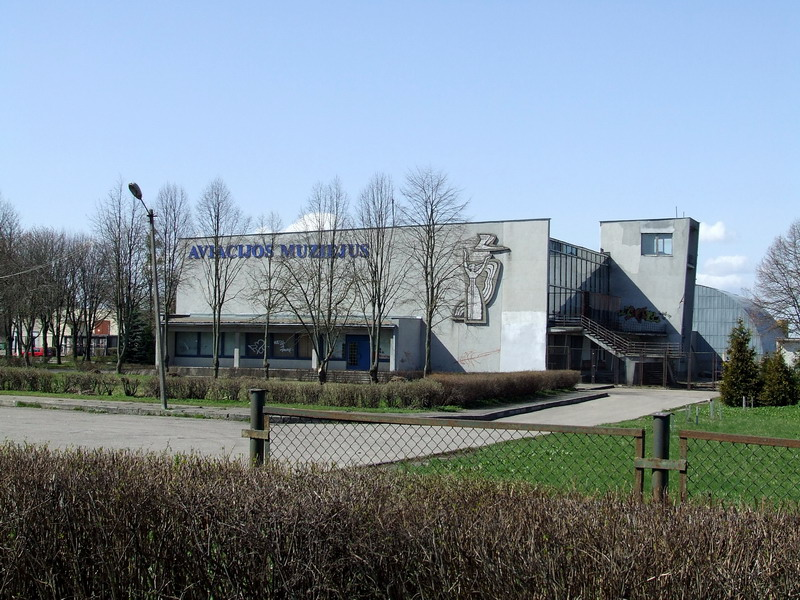
Museum

Das Litauische Luftfahrtmuseum (Lit.: Lietuvos Aviacijos Muziejus) hat seinen Sitz am Flugplatz Aleksotas im Stadtteil Aleksotas der Stadt Kaunas, Litauen. 
Das Litauische Luftfahrtmuseum zeigt zahlreiche Exponate litauischer (und damit verknüpfter sowjetischer) Luftfahrtgeschichte. Ferner gibt es eine umfangreiche Materialsammlung zu dem Flug der 1933 tödlich verunglückten litauischen Atlantikflieger Darius und Girėnas und zu den anschließenden Trauerfeierlichkeiten in Kaunas.